# Повітряний класифікатор

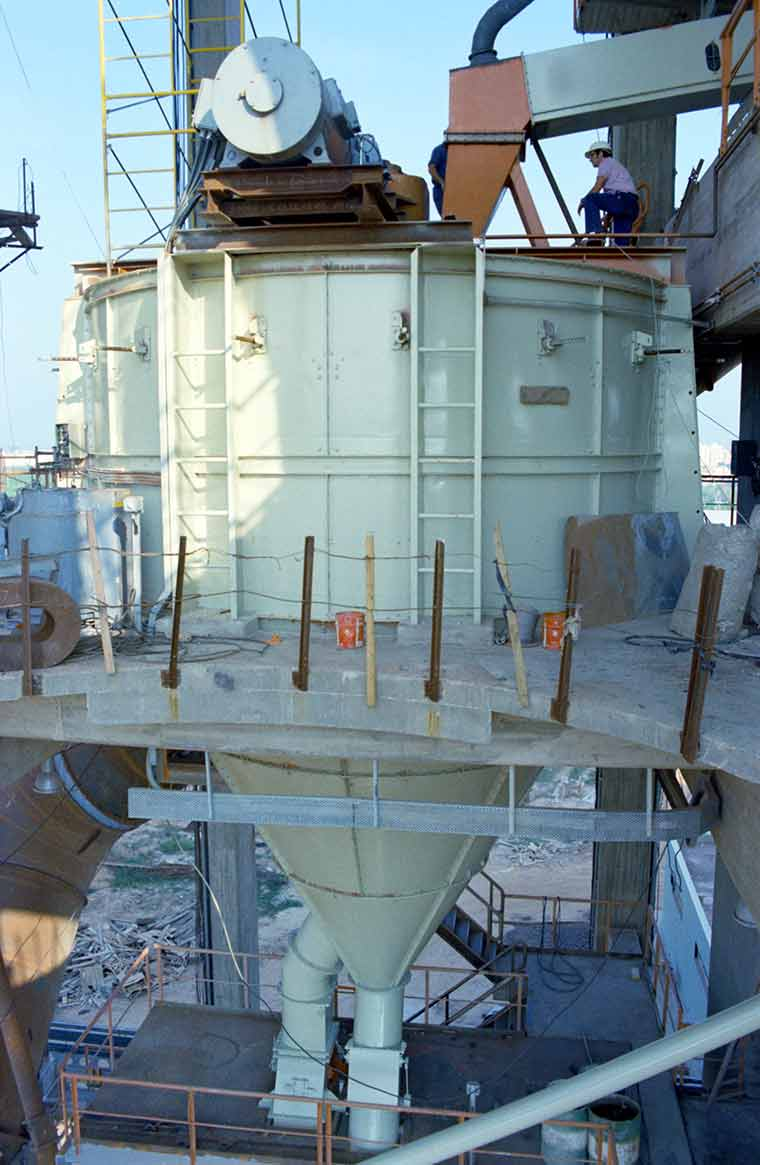
Повітряний класифікатор

Пові́тряний класифіка́тор або пневматичний класифікатор — це промислова машина, яка розділяє матеріали за комбінацією розміру, форми та щільності. Цей процес називається повітряна класифікація.

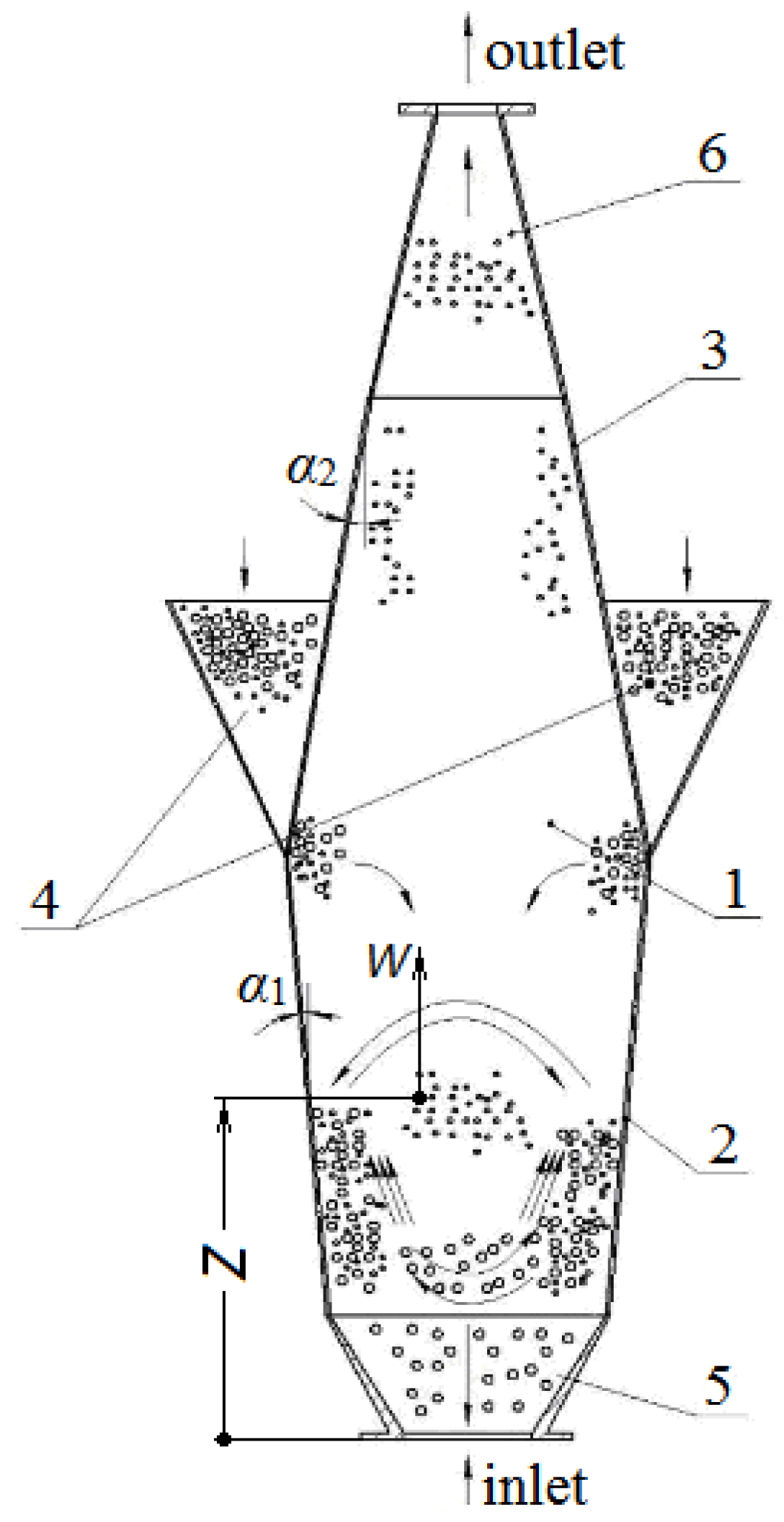
Схема процесу повітряної класифікації.

Повітряні класифікатори використовуються для розділення матеріалів (дрібних сухих порошків). Вони розділяють частинки за допомогою повітряного потоку та фізичних принципів сили інерції, сили опору, зіткнення та сили тяжіння за допомогою високоточного методу класифікації. Повітряні класифікатори працюють шляхом впорскування потоку матеріалу, який потрібно сортувати, у камеру, яка містить стовп повітря, що піднімається. Усередині роздільної камери повітряний опір об’єктів створює силу, спрямовану вгору, яка протидіє силі тяжіння та піднімає матеріал, який потрібно сортувати, у повітря. Завдяки залежності опору повітря від розміру та форми об’єкта, об’єкти в рухомому стовпі повітря сортуються вертикально та можуть бути розділені таким чином.

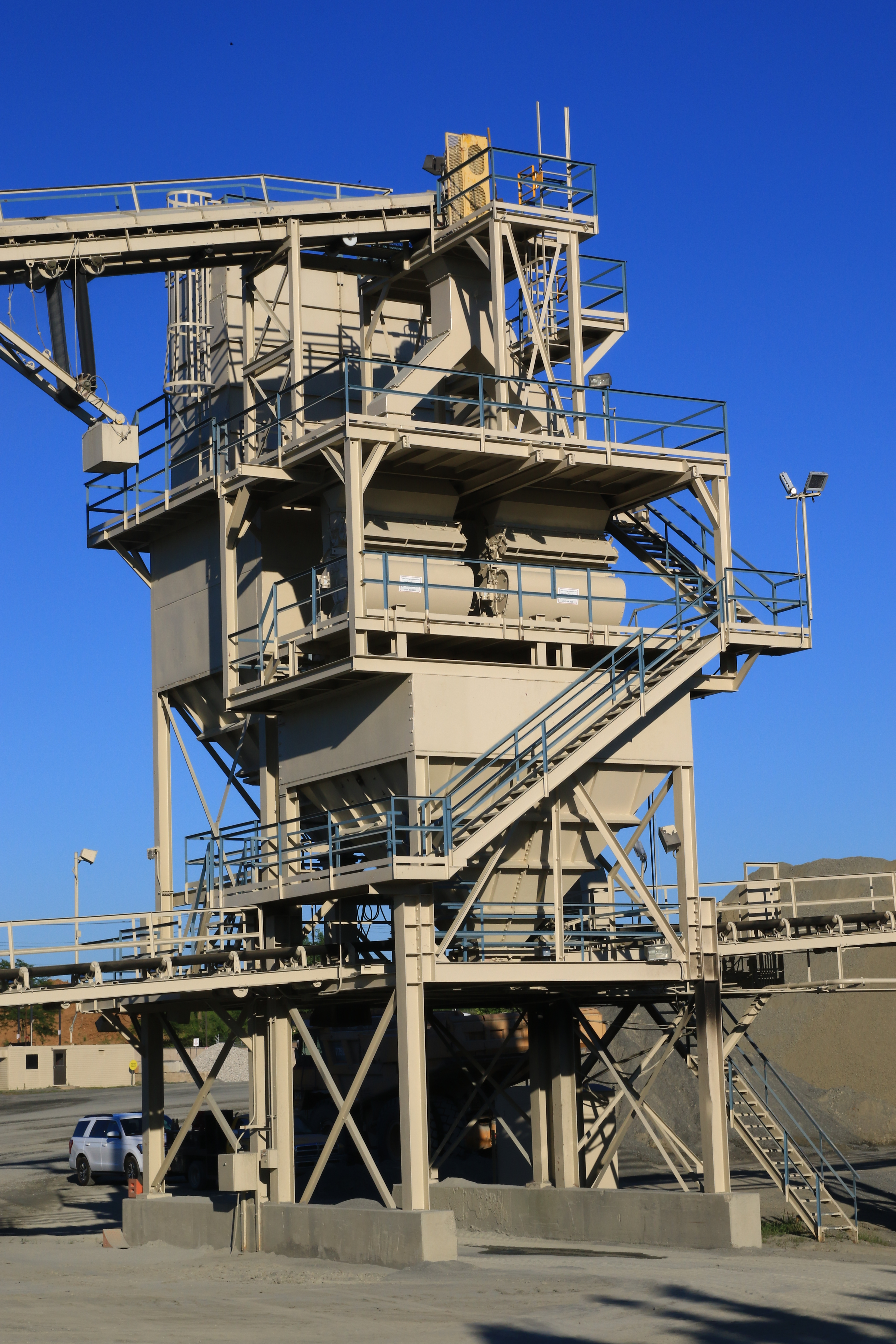
Повітряний класифікатор Vantongeren для промислового піску.

Повітряні класифікатори зазвичай використовуються в промислових процесах, де необхідно швидко й ефективно розділити великий об’єм змішаних матеріалів із різними фізичними характеристиками. Повітряний класифікатор корисний для збагачення корисних копалин, виробництва будівельних матерілів, як-от цементу, харчової промисловості, фармацевтичної, косметичної чи хімічної промисловості, а також в промисловості переробки відходів. Одним із таких прикладів є муніципальні центри переробки відходів, куди різні типи металу, паперу та пластику надходять змішаними разом і потребують сортування перед подальшою обробкою.
На практиці застосовуються різноманітні гравітаційні та відцентрові класифікатори, в тому числі з вертикальним і горизонтальним повітряним потоком, каскадні класифікатори, сепаратори з киплячим шаром, інерційні, вихрові, роторні класифікатори та ін. Вибір типу та конструкції класифікатора диктується технологічними вимогами (пропускна спроможність, чистота тощо) і властивості матеріалів, що класифікуються.

## Використання
Повітряні класифікатори знаходять різноманітне застосування в багатьох галузях завдяки своїм ефективним можливостям розділення часток і універсальності в різних процесах, забезпечуючи однорідність продукції, покращуючи контроль якості та сприяючи ефективній обробці матеріалів у широкому спектрі застосувань.

### Збагачення корисних копалин
Повітряний класифікатор у збагаченні корисних копалин — класифікатор, в якому вихідний матеріал розподіляється за крупністю в потоках газу.
Повітряні класифікатори є невід’ємною частиною збагачення корисних копалин для точної класифікації частинок за розміром, розділення мінералів на основі розміру, форми та щільності. Вони допомагають у виробництві тонко сортованих матеріалів для подальшої обробки. Вони використовується в процесах збагачення для виділення цінних мінералів із відходів.

### Харчова промисловість
Повітряні класифікатори допомагають розділяти зерна та насіння за розміром, забезпечуючи однорідність у обробці їжі. Також використовуються для класифікації порошкоподібних харчових продуктів, забезпечуючи постійний розмір частинок у таких продуктах, як борошно, спеції та сухе молоко.

### Фармацевтична промисловість
Повітряні класифікатори мають вирішальне значення у фармацевтиці для отримання точних розмірів частинок порошкоподібних лікарських засобів, задля підвищення точності дозування та ефективності.

### Хімічна та косметична промисловість
Повітряні класифікатори допомагають класифікувати різні хімічні сполуки та порошки, забезпечуючи однорідність і послідовність хімічних процесів.
Також вони використовується у виробництві полімерів, зокрема, пластмас.

### Переробка відходів
Повітряні класифікатори застосовуються на підприємствах з переробки відходів для розділення матеріалів за розміром і щільністю, полегшуючи процес переробки шляхом розділення матеріалів для подальшої обробки. Наприклад, у процесі переробки автомобілів й металобрухту, після етапів дроблення та подрібнення сталь видаляється електромагнітами, а кольорові метали видаляються вихровими сепараторами. Після цього повітряний класифікатор можна використовувати для обробки решти щільних матеріалів (таких як скло), а також решти матеріалів різної щільності, особливо пластику, пінопласту та тканини.
Також використовуються у переробці пластику для розділення подрібнених пластикових відходів для виробництва переробленого пластику різних сортів.

### Промисловість виробництва будівельних матеріалів
Повітряні класифікатори використовуються в будівельній промисловості для точної класифікації заповнювачів на основі розміру, виробництва матеріалів для виробництва бетону та асфальту.